# Gabriel Alves
Gabriel Alves (Lourenço Marques, Moçambique) é um jornalista e comentador desportivo português. É conhecido pelo estilo com que comenta os jogos e por suas gafes.
Foi criado e educado em Quelimane onde fez o liceu até ao antigo 5º ano. Aos 17 anos entrou para o Emissor Regional da Zambézia (Rádio Clube de Moçambique) .
Cumpriu o serviço militar na Força Aérea Portuguesa  como controlador de tráfego aéreo, em Lisboa e en Nampula e em África trabalhou no Emissor Regional do Norte. Acabou por ser nas Produções Golo, uma empresa de conteúdos integrada na Rádio Clube de Moçambique, que começou como relator desportivo.
Entre 1975 e 1995 passou pela RTP, RDP e Antena 1.
Trabalhou durante 32 anos na RTP como jornalista e comentador desportivo.

## Publicações
1. Camacho - Um ano e meio à Benfica, Fubu Publishers, 2004, 180 p., ISBN 9789728918002[3]